# 皮埃爾·德·塞居爾
塞居爾侯爵皮埃爾·馬里·莫里斯·亨利（法語：Pierre Marie Maurice Henri, marquis de Ségu；1853年2月13日-1916年8月13日），法國歷史學家，是路易十六時期的戰爭部長菲利普·德·塞居爾的後裔。他的作品曾多次榮獲文學獎項，並在1907年當選為法蘭西學院的院士與榮譽軍團騎士。